# Incaspiza watkinsi
El incaspiza chico, fringilo–inca chico, semillero inca chico o gorrión jaeno (Incaspiza watkinsi) es una especie de ave paseriforme de la familia Thraupidae (anteriormente situado en Emberizidae), perteneciente al género Incaspiza. Es endémico de Perú. 

## Distribución y hábitat
Se distribuye en el noroeste de Perú, en la cuenca del medio río Marañón, en el norte de Cajamarca y adyacencias de Amazonas. Vive mayormente en Jaén, y esta ave es representativa de este lugar.
Esta especie es considerada poco común y local en su hábitat natural: los matorrales desérticos, principalmente donde abundan los cactus Cereus y las bromelias terrestres entre rocas, entre 600 y 900 m de altitud.

## Estado de conservación
El incaspiza chico ha sido calificado como casi amenazado por la Unión Internacional para la Conservación de la Naturaleza (IUCN) debido a que su pequeña zona de distribución y su población, todavía no cuantificada, se presumen estar en decadencia como resultado de la continua pérdida de hábitat. Sin embargo, sigue siendo común en las áreas existentes de hábitat conveniente y su zona no está severamente fragmentada o restringida a unas pocas localidades.

## Sistemática

### Descripción original
La especie I. watkinsi fue descrita por primera vez por el ornitólogo estadounidense Frank Michler Chapman en 1925 bajo el mismo nombre científico; su localidad tipo es: «Perico, Río Chinchipe, Cajamarca, Perú». El holotipo, un macho adulto, colectado el 15 de agosto de 1923, se encuentra depositado en el Museo Americano de Historia Natural bajo el número AMNH 182239.

### Etimología
El nombre genérico femenino Incaspiza es una combinación de Incas, la civilización nativa de Perú, y de la palabra del griego «σπιζα spiza» que es el nombre común del pinzón vulgar; y el nombre de la especie «watkinsi» conmemora al colector británico en Perú Charles Watkins (fl. 1912).

### Taxonomía
Es monotípica.